# Reprobates: U bram śmierci
Reprobates: U bram śmierci – komputerowa gra przygodowa wydana przez czeską firmę Future Games w 2007.
Gra została zrealizowana w klasycznej grafice dwuwymiarowej. Jak w każdej grze przygodowej, gracz spotyka liczne zagadki logiczne, a także gry z elementami zręcznościowymi.
Gracz wciela się w postać Adama Raichla. Swoją przygodę rozpoczyna na tajemniczej wyspie, na której znajdują się postacie z różnych krajów (w tym z Polski). Nikt z obecnych na wyspie nie wie, skąd się na niej wziął, a co gorsza, trudno ustalić jest aktualną datę, gdyż z każdy mieszkańców pochodzi z innego okresu. W trakcie rozgrywki gracz zostaje przeniesiony w różne lokacje (kostnica, drapacz chmur), jest także świadkiem wypadku samochodowego, a także zostaje uwięziony w samochodzie na przejeździe kolejowo-drogowym. Wszystkie te lokacje i miejsca nie są przypadkowe, o czym gracz dowiaduje się pod koniec gry.